# Élection présidentielle américaine de 2020 au Kansas
L'élection présidentielle américaine de 2020 au Kansas a eu lieu le 3 novembre 2020 comme dans les 50 autres États ainsi que le district de Columbia. Les électeurs Kansasais choisissent des grands-électeurs pour les représenter dans le collège électoral à travers un vote populaire. L'État du Kansas possède 6 grands-électeurs. L'État donne tous ses grands électeurs en faveur de Donald J. Trump. Le président élu au cours du scrutin dans tout le pays sera Joe Biden de janvier 2021 à au moins janvier 2025. 

## Résultats
| Candidats et colistiers  | Candidats et colistiers          | Partis           | Vote populaire | Vote populaire | Grands électeurs |
| Candidats et colistiers  | Candidats et colistiers          | Partis           | Voix           | %              | Voix             |
| ------------------------ | -------------------------------- | ---------------- | -------------- | -------------- | ---------------- |
|                          | Donald J. Trump Michael R. Pence | Républicain      | 752903         | 56.46%         | 6                |
|                          | Joe Biden Kamala Harris          | Démocrate        | 551144         | 41.33%         | 0                |
|                          | Jo Jorgensen Spike Cohen         | Libertarien      | 29,466         | 2.21%          | 0                |
|                          | Autres candidats                 | Autres candidats | Insignifiant   | Insignifiant   | 0                |
|                          |                                  |                  |                |                |                  |
| Total                    | Total                            | Total            | 1333513        | 100            | 6                |
| Abstention               |                                  |                  |                |                |                  |
| Inscrits / participation |                                  |                  |                |                |                  |

## Analyse
|                                                   | Compté(s)               | Pourcentage |
| ------------------------------------------------- | ----------------------- | ----------- |
| Comté le plus démocrate                           | Douglas                 | 68,55%      |
| Comté le moins démocrate                          | Wallace                 | 5,4%        |
| Comté le plus républicain                         | Wallace                 | 93,3%       |
| Comté le moins républicain                        | Douglas                 | 29,1%       |
| Comté(s) démocrate en 2016 et républicain en 2020 | /                       | /           |
| Comté(s) républicain en 2016 et démocrate en 2020 | Johnson, Shawnee, Riley | /           |